# Sarah Hirini
Sarah Goss (Auckland, 9 de dezembro de 1992) é uma ruguebolista de sevens neozelandesa, medalhista olímpica. Ela joga pela seleção feminina de rugby sevens da Nova Zelândia e foi capitã do time Manawatu Sevens que conquistou o título nacional feminino de Sevens de 2013 em Queenstown.

## Vida pessoal
Hirini nasceu em 9 de dezembro de 1992, filha de Ronnie e Alan Goss. Sua irmã Rachael Rakatau também joga rugby e jogou pelo Manawatū Cyclones no campeonato da Farah Palmer Cup em 2021.
Seu pai Alan foi um campeão tosquiador que ganhou um título Golden Shears na final de tosquia intermediária de 1985. Sua mãe Ronnie era uma mestre em manipulação de lã, vencendo 53 finais abertas, incluindo o título aberto Golden Shears de 2008, além de competir nas finais do campeonato aberto da Nova Zelândia em Te Kuiti em 1999 e 2003, na final aberta Golden Shears seis vezes, no campeonato mundial de 2014 na Irlanda e representou a Nova Zelândia em dez partidas de teste de manuseio de lã trans-Tasman. Ela cresceu em uma casa amante de esportes no Vale Oroua, perto de Feilding. Sua educação secundária foi realizada na Feilding High School , onde ela ficou internada.
Quando era jovem, Hirini competiu em concursos de tosquia ao lado de seu irmão Simon. Depois de deixar o ensino médio, tendo obtido uma bolsa de estudos, ela começou os estudos em tempo integral na Massey University, cursando o bacharelado em artes em maori e ciências do esporte. No entanto, após a seleção para a equipe nacional de Sevens, pelos próximos oito anos ela completou seus estudos em meio período, graduando-se em estudos maori.

## Carreira
No ensino médio, ela inicialmente jogou hóquei de campo, mas começou a jogar rugby em 2006, aos 13 anos, depois de acompanhar alguns amigos que estavam participando de testes de rugby. "Achei que seria uma boa forma física para o meu hóquei e também, se eu praticasse mais um esporte, não teria que ir para a aula de dever de casa depois da escola." Ela progrediu para jogar pelo time feminino da Manawatu Secondary School de 2007 a 2010, e foi enquanto ela era capitã em 2010, que elas venceram a competição regional sem nenhum ponto marcado contra elas. Ela também jogou pelo time feminino da Hurricanes Secondary School em 2008.
No final do ensino secundário, ela era tão apaixonada pelo rugby que queria jogá-lo em tempo integral, mas sem uma carreira profissional óbvia para mulheres no rugby, ela continuou jogando pelo clube Feilding Old Boys Oroua como amadora. Entre os times representativos pelos quais ela jogou, estava o Manawatu no Campeonato Provincial Feminino em 2010 e 2011 e o time de sevens Aotearoa Māori também em 2010 e 2011.
Em 2012, a União de Rugby da Nova Zelândia organizou uma iniciativa popular nacional "Go for Gold" para identificar talentos com potencial para representar a Nova Zelândia na competição sevens nas Olimpíadas de Verão de 2016. Hirini foi selecionada como membro jogador do Black Ferns Sevens para os Jogos Olímpicos de Verão de 2020, no qual conquistou a medalha de ouro.

## Prêmios e condecorações
Nas honras do aniversário da rainha de 2019, Hirini foi nomeada Membro da Ordem de Mérito da Nova Zelândia, por serviços prestados ao rugby. Ela foi nomeada, pela quarta vez em seis anos, como a Jogadora do Ano do World Rugby Feminino Sevens.
- Medalha da Ordem do Mérito da Nova Zelândia